# Mohammed Habib Sinaceur
Pour les articles homonymes, voir Sinaceur.

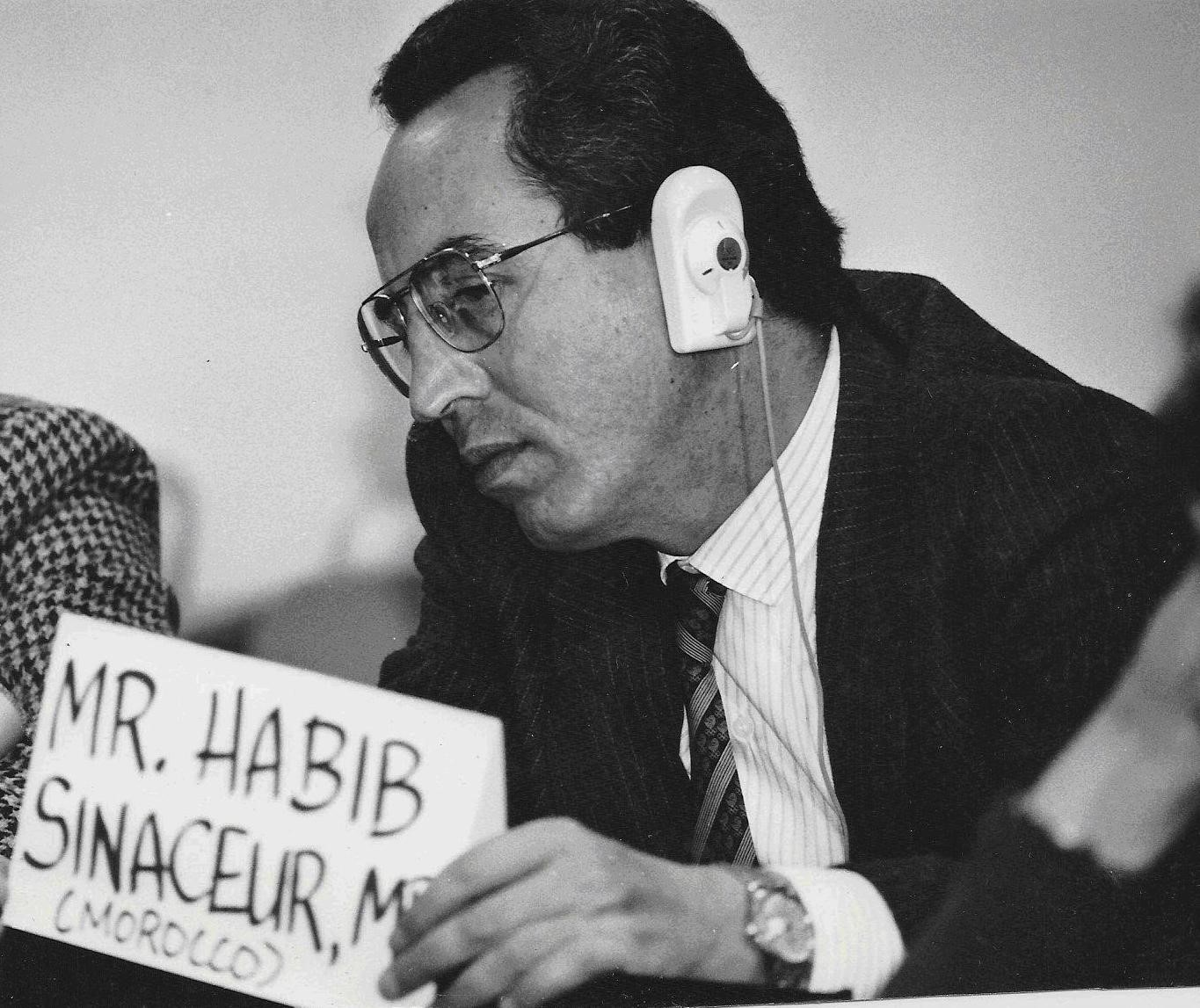
Habib Sinaceur à une conférence

Mohammed Habib Sinaceur, né le 15 avril 1939 à Oujda et mort le 2 novembre 2000, est un homme politique marocain, professeur des universités, dirigeant de l'USFP, plusieurs fois vice-président de la Chambre des représentants.

## Biographie

### Jeunesse et études
Mohammed Habib Sinaceur est né le 15 avril 1939 à Oujda, où il a effectué ses études primaires et secondaires, avant de poursuivre ses études supérieures à Rabat puis à Paris, où il obtint son diplôme de professeur de droit public et de relations internationales.

### Famille
Son père est l’un des fondateurs du Mouvement national et l’un des signataires du Manifeste de l'indépendance du 11 janvier 1944.
Il est le frère de Mohammed Allal Sinaceur, conseiller de Mohammed VI et de Mohammed Abdeslam Sinaceur, général de brigade des Forces armées royales et représentant du royaume du Maroc auprès de l’Autorité palestinienne à Ramallah.

### Parcours professionnel
Il regagne le pays en 1966, pour intégrer l’enseignement supérieur en qualité de professeur à la faculté de droit de Casablanca, tout en militant pour l’instauration de la démocratie dans le pays. Professeur de droit international public à l'université Mohammed-V de Rabat, il avait pris part aux travaux de la Tricontinentale juste après l'enlèvement de Mehdi Ben Barka,. Il a effectué diverses missions à l'ONU et à l'OUA dans le cadre du dossier du Sahara occidental.

### Fin de vie
Il est tombé malade courant 1997 et est décédé le 2 novembre 2000.

## Engagement syndical et politique

### Syndicaliste étudiant
Engagé dans la lutte nationale dès son plus jeune âge à Oujda, Rabat puis à Paris, il est président de l'Union nationale des étudiants du Maroc (UNEM) lors de ses études supérieures à la faculté de droit de Paris puis président de la Fédération d’Europe de l’UNEM. Il travaille aux côtés de Mehdi Ben Barka au sein de la Fédération d’Europe de l’UNFP.

### Activités militantes et éditoriales
Responsable de la direction centrale du Parti (UNFP puis USFP), il participa aux côtés du martyr Omar Benjelloun, d'Ahmed Belqadi et du professeur Mustapha El Karchaoui à l’organisation de la classe ouvrière.
Avec feu Mustapha El Karchaoui, il fonda la revue AR-RAID, qu’il dirigea en 1967 et 1968.
Avec Mohamed El Yazghi, il supervisa la reparution de l’organe du parti en langue française, Libération, en 1988.
Au sein de l'USFP, il a dirigé les organes de presse du parti Ittihadi.

### Responsabilités politiques
Il assuma plusieurs responsabilités au sein du parti, tant à l’échelle régionale que nationale : membre du comité central de 1966 à 1972 puis, à partir de 1989, élu à la commission administrative en 1975 et en 1984 et délégué de l’USFP lors de plusieurs congrès internationaux.

### Mandats électifs
Conseiller municipal de la commune du Mâarif à Casablanca en 1976 et 1983, puis président de la communauté d'agglomération Casa-Anfa, il est élu député de la ville de Casablanca en 1977, réélu en 1984 puis en 1993. Il fut à plusieurs reprises vice-président de la Chambre des représentants.

## Postérité
Une avenue de Casablanca porte son nom depuis 2009,.
Une avenue de Rabat porte son nom depuis 2021.
Une avenue d'El Jadida porte son nom depuis 2021.
Article en langue arabe traitant des racines oujdies.